# Erich Hauer
Hermann Gustav Erich Hauer (* 28. Juni 1878 in Berlin; † 3. Januar 1936 auf See) war ein deutscher Sinologe und Mandschurist.

## Leben
Als Sohn des Berliner Architekten und Hofbaurats Gustav Hauer besuchte Erich Hauer das Friedrich-Wilhelms-Gymnasium in Berlin. Seit 1896 studierte er Jura an der Friedrich-Wilhelm-Universität Berlin und an der Eberhard-Karls-Universität Tübingen. Dort wurde er 1897 Mitglied des Corps Franconia Tübingen. Nach dem Ersten juristischen Staatsexamen war Hauer eine Weile im Gerichtsdienst. In Berlin besuchte er das Seminar für Orientalische Sprachen und erwarb bei Carl Arendt das chinesische Dolmetscherdiplom. 1901 trat er in den Konsulardienst und kam an die Deutsche Gesandtschaft in Peking. Zwar vom Dolmetscherdienst nicht begeistert, blieb er 16 Jahre. Von der Außenwelt abgeschottet, erweiterte und vertiefte er seine Kenntnisse in der chinesischen Sprache und wandte sich besonders der Mandschusprache zu. Der Sekretär-Interpret Emil Krebs, ein Sprachgenie, wurde sein Mentor. Im Sommer 1917 verließ Hauer mit dem Gesandtschaftspersonal China und kehrte nach Deutschland zurück. Bis zum Ende des Ersten Weltkriegs diente er noch beim Husaren-Regiment „von Zieten“ (Brandenburgisches) Nr. 3 in Straßburg und an der Front. 
Als 1920 die Berliner Kommune das Schöneberger Rathaus stürmen und die Kassen plündern wollte, bat die Behörde die „Einwohnerwehr“ um die Sicherung des Gebäudes. Schließlich traf die Behörde mit der Straße ein Abkommen, selbst die Besetzung zu übernehmen und die Kompanie mit der Zusicherung freien Geleits auszuquartieren. Als der erste Wagen den Platz passierte, brachte sich das Geleit in Sicherheit, während die Insassen heruntergezerrt, geschlagen und getreten wurden. Zu den sieben Überlebenden gehörte Hauer. Er sah damit seine Staatspflichten für abgegolten an.
Er schied aus dem Reichsdienst aus und begann ein „reguläres“ sinologisches Studium bei Jan Jakob Maria de Groot. 1921 promoviert, habilitierte er sich schon zwei Jahre später an der Friedrich-Wilhelm-Universität Berlin. Als sein akademischer Lehrer Erich Haenisch 1925 nach Göttingen (und später nach Leipzig) ging, wurde Hauer als a.o. Professor sein Nachfolger. Zu ihren Schülern gehörten Walter Fuchs, Johannes Benzing, H. Peeters und der Bischof der Nordmandschurei Theodor Breher.
Bei seinem „oft wegwerfenden Urteil und völligem Mangel an Autoritätsgläubigkeit hätte man den ausgesprochenen Individualisten eher für einen Richter oder Verwaltungsbeamten als für einen Universitätslehrer gehalten“ (zitiert nach Haenisch, vgl. Literatur).
Er war unverheiratet und starb 1936 auf der Rückreise von einem Erholungsurlaub auf den Azoren auf dem Schiff Columbus an einem Herzinfarkt, er erhielt eine Seebestattung im Atlantischen Ozean.

## Werke
In den nur 16 Jahren nach dem Ausscheiden aus dem Konsulardienst gab Hauer 26 Bücher und Publikationen heraus, darunter  die Mandschuübersetzungen des chinesischen Dreizeichenbuches und einen Reisepass in Mandschusprache. Sein größtes und bedeutendstes Werk war die Übersetzung und Bearbeitung des K´ai-kuoh fang-lüeh, Geschichte von der Gründung des Mandschurischen Reiches (de Gruyter, Berlin 1926).
Hauer war Mitarbeiter der Fachzeitschrift Asia Maior.
Sein Handwörterbuch der Mandschusprache, welche bis heute ein bedeutendes Standardwerk der Mandschuristik ist, wurde von Oliver Corff 2007 neu herausgegeben (Harrassowitz, ISBN 978-3447055284).